# Museo Ralli (Cesarea)
El Museo Ralli de Israel, ubicado en la antigua ciudad de Cesarea, es un conjunto de dos museos (Ralli 1 y Ralli 2) pertenecientes a la fundación internacional sin ánimo de lucro de los Museos Ralli.

## Fundación
La fundación Museos Ralli —fundada por Harry Recanati— engloba cinco museos, cuyo objetivo principal es difundir el arte contemporáneo latinoamericano y europeo. En todos sus museos se pone hincapié en arte, personajes y acontecimientos iberoamericanos, con influencias sobre todo francesas, y en el judaísmo sefardí, con énfasis en hitos como la expulsión de los judíos de España o la gran Comunidad Judía de Tesalonica, aniquilada casi en su totalidad durante el Holocausto.
Los museos están distribuidos entre España (Marbella, 2000), América del Sur (Uruguay, 1987, y Chile, 1992) e Israel (Cesarea, 1993 y 2007). No teniendo fines de lucro, la entrada a todos ellos es gratuita.

## Los museos

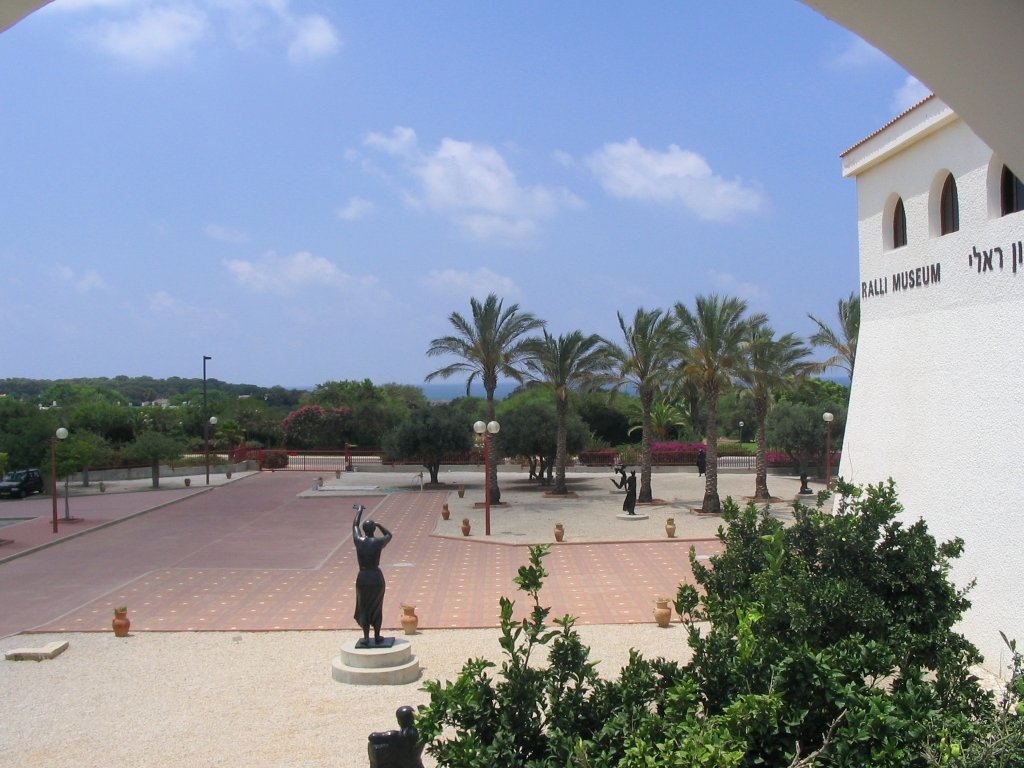

### Ralli 1
Construido en 1993 al estilo arquitectónico colonial español, el museo, de unos 9000 metros cuadrados de superficie (700 construidos) y rodeado de un jardín de estatuas de 40 hectáreas y de palmerales, encaja perfectamente con el paisaje pastoral de Cesarea. El museo incluye cinco salas y patios de planta octogonal con fuentes en el centro. La solería de terracota roja, marcos con listones de madera y azulejos de color blanco adornados con una hoja de trébol azul, fueron diseñados en Uruguay especialmente para este museo. Fue concebido aprovechando las condicionantes de luz y clima del país por lo que cuenta con iluminación natural proveniente de los grandes ventanales abiertos hacia los patios interiores. La planta superior cuenta con una gran plaza de esculturas con vista al mar, desde donde se puede ver en el horizonte los arcos del acueducto romano de la Cesarea Marítima que traía agua de los manantiales a los pies del Monte Carmelo.
Cada uno de los cinco espacios del museo está dedicado a una exhibición, estando todas las exhibiciones relacionadas entre sí. Algunas de las esculturas de la colección del museo don de Salvador Dalí (galería dedicada) y Auguste Rodin, entre muchas otras esculturas y pinturas latinoamericanas. También se nota la influencia francesa a través de los trabajos de Arman y André Masson, entre otros.
El museo cuenta también con una interesante y detallada colección de piezas arqueológicas encontradas por la zona de la Cesarea Marítima, incluidos objetos de los períodos helenístico, romano, bizantino, musulmán y de la cruzadas. Esta colección, creada con la ayuda del Instituto Smithsoniano, fue exhibida en los principales museos de América del Norte a finales de los años 1990.

### Ralli 2
Construido en 2007, este museo de cuatro plantas se dedica enteramente a la judería sefardí, y sobre todo durante la Edad de Oro de los judíos en España.
El edificio está construido al estilo arquitectónico mudéjar español con un gran patio en el centro, donde se erige una fuente con doce leones llamada Fuente de Colón (a nombre del descubridor de América), siendo una réplica de la fuente del Palacio de la Alhambra de Granada, cuyo origen se cree que se remonta al palacio del Rey David en Jerusalén. La fuente está rodeada de estatuas de mármol de cuatro de los grandes pensadores, científicos y talmudistas de la época - Maimónides, Ibn Gabirol, Yehuda Haleví y Spinoza.
La colección permanente del museo expone cuadros con temas bíblicos pintados por artistas europeos en los siglos XVI al XVIII.

### Eventos
En 2018 se llevó a cabo en las instalaciones del museo un concierto con vistas a la antigua ciudad de Cesarea organizado por la Oficina de Apoyo y Promoción de Costa Rica (OSPCR).

## Galería

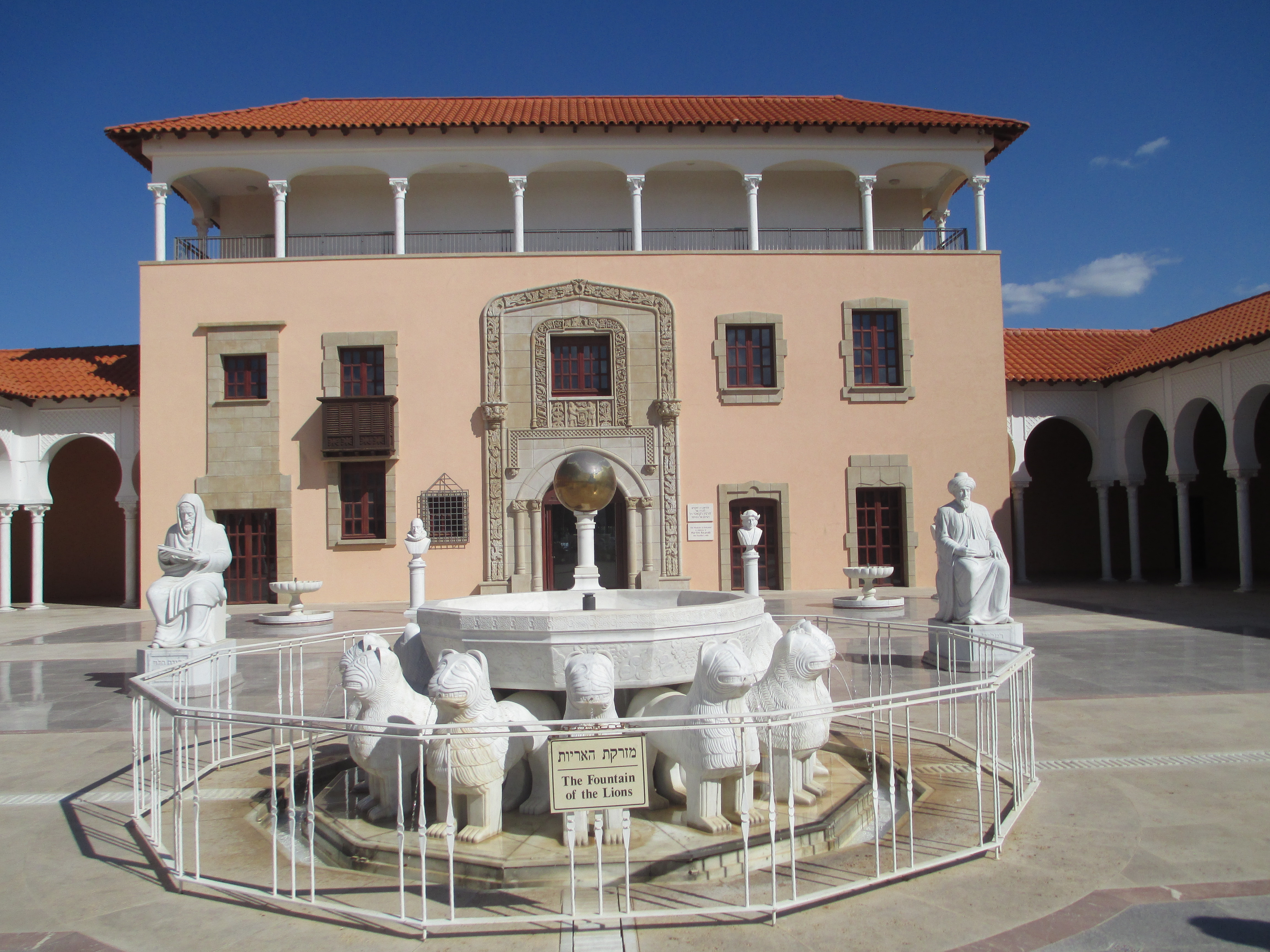
Fuente de los Leones
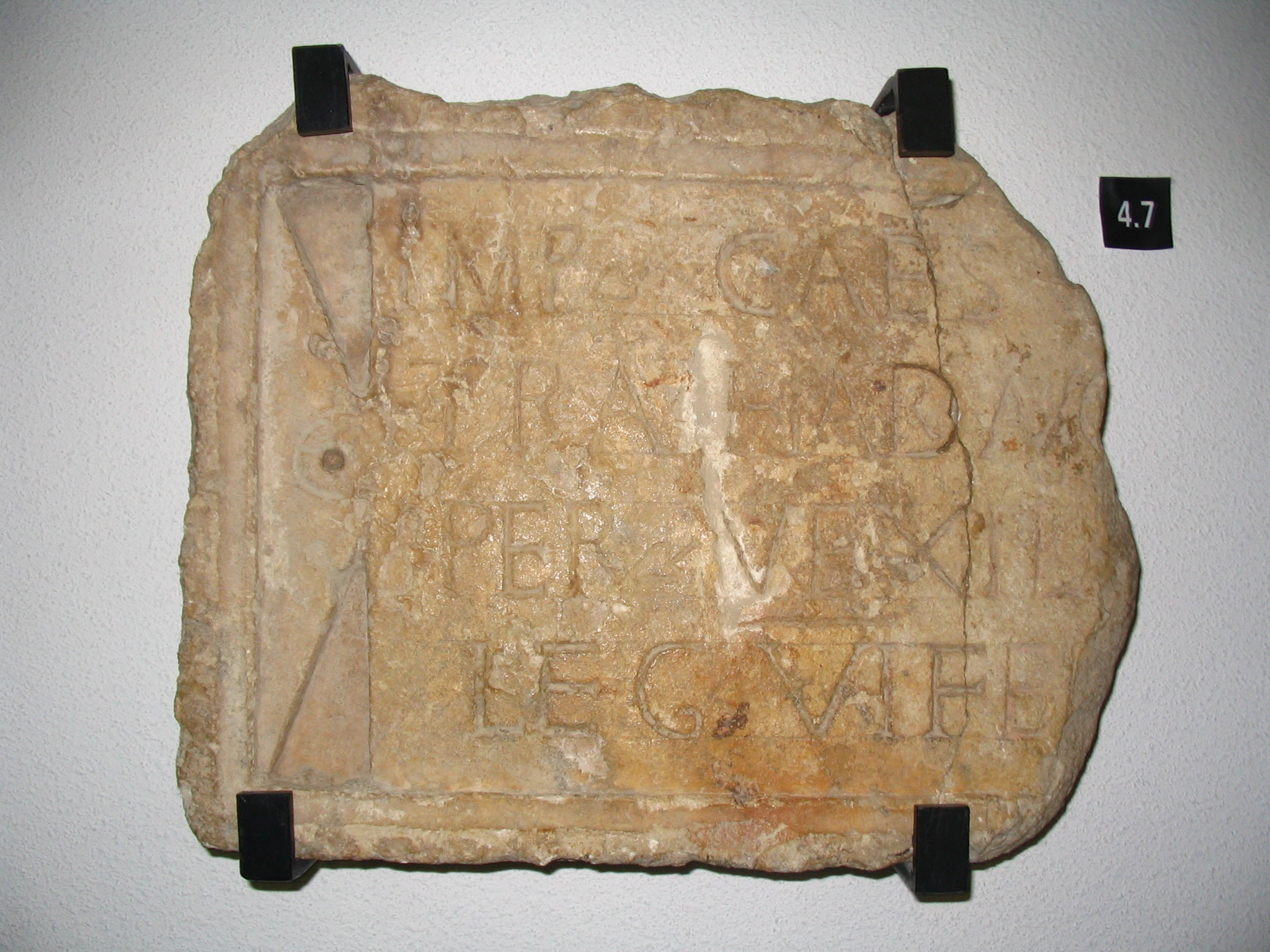
Inscripción de la Legio VI Ferrata del acueducto de Cesarea
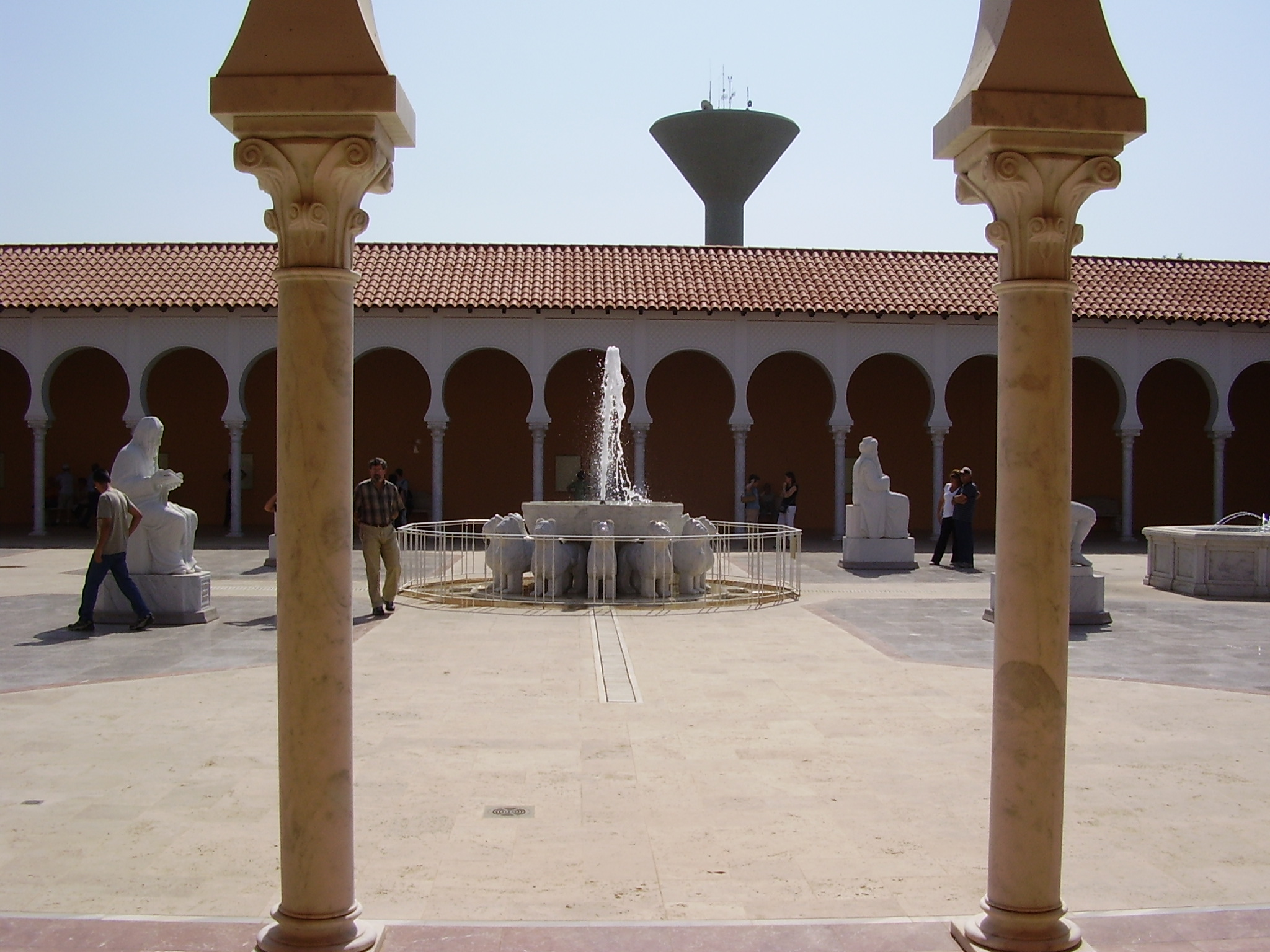
Patio de la Alhambra
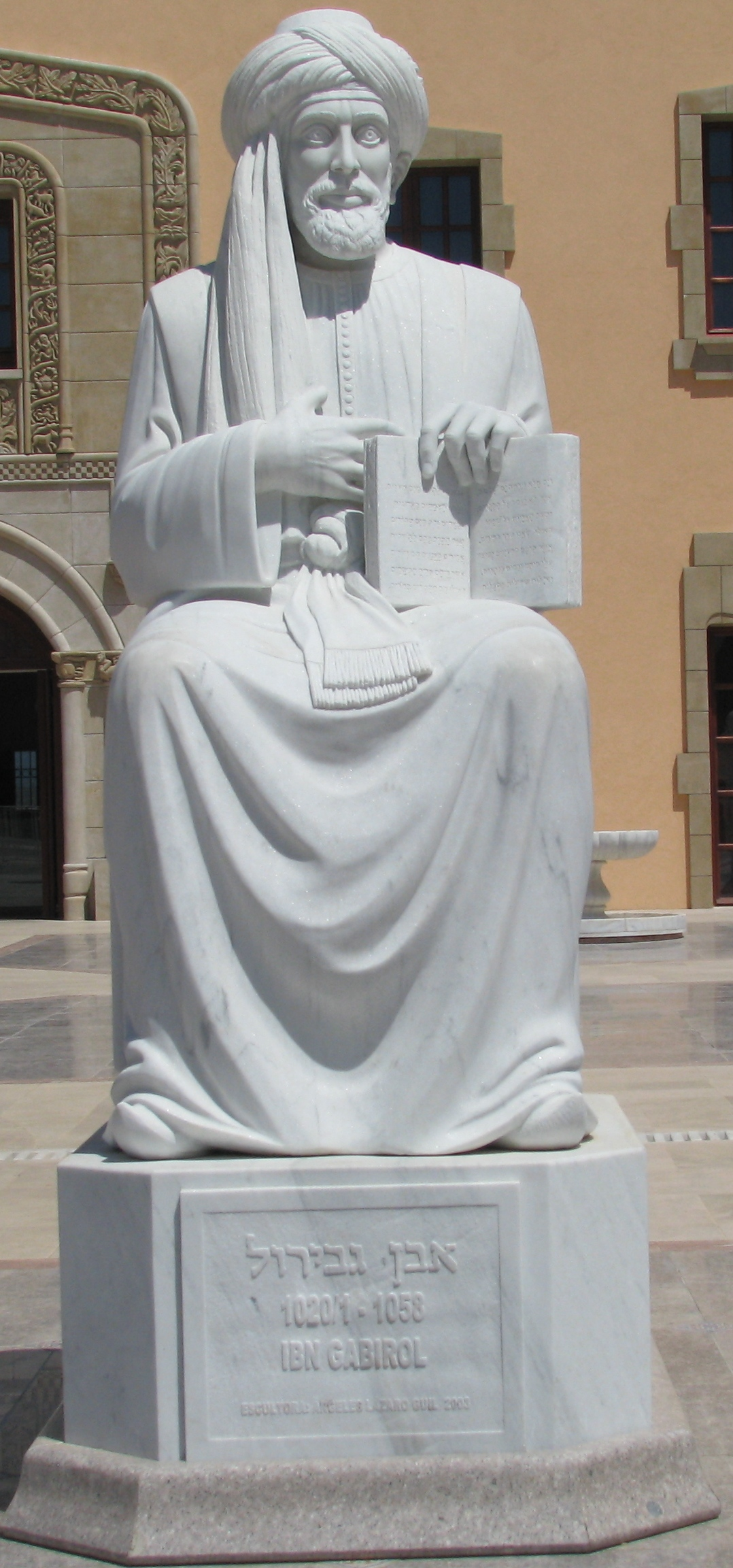
Estatua de Ibn Gabirol
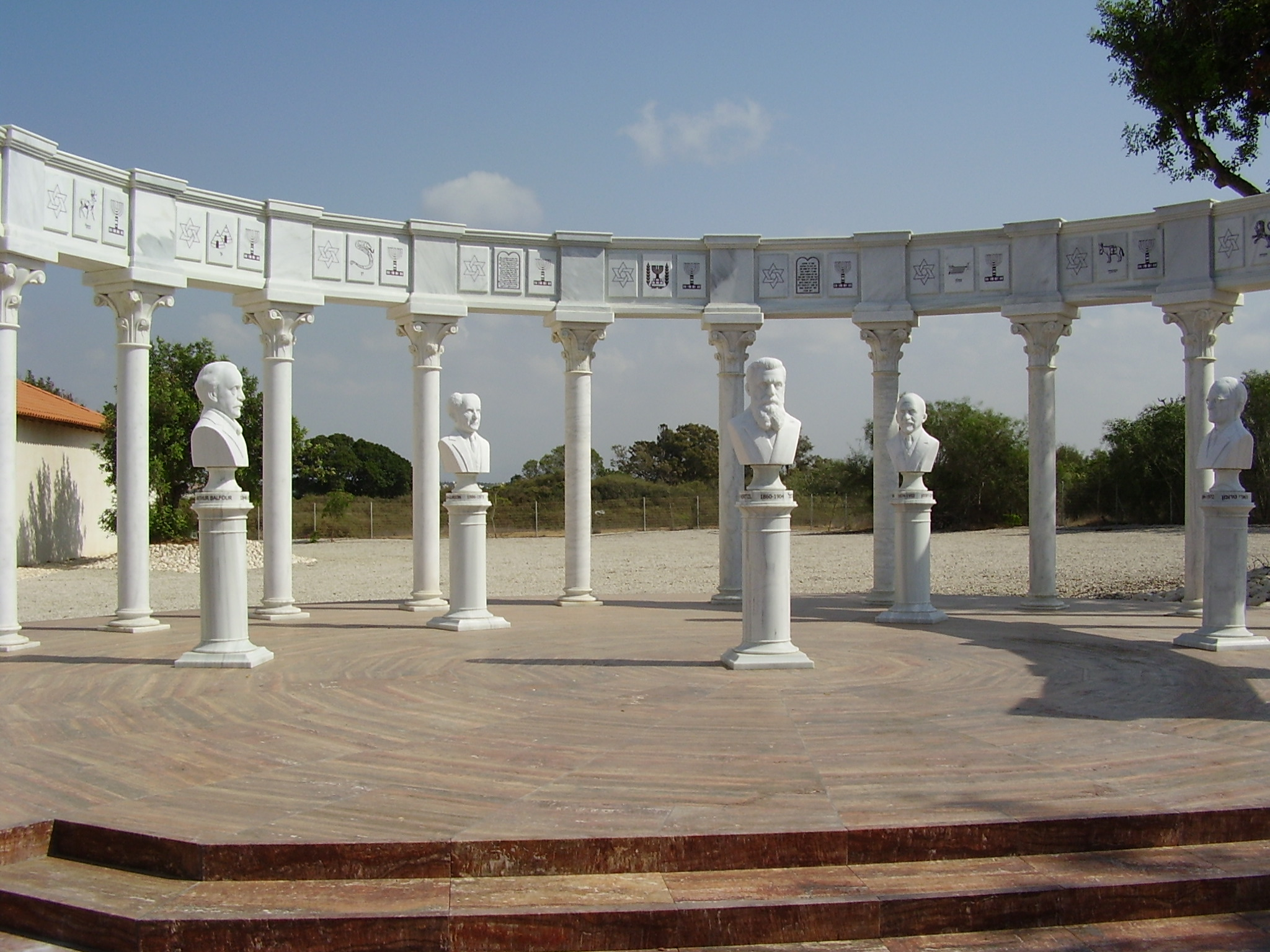
Patio Fundadores del Estado
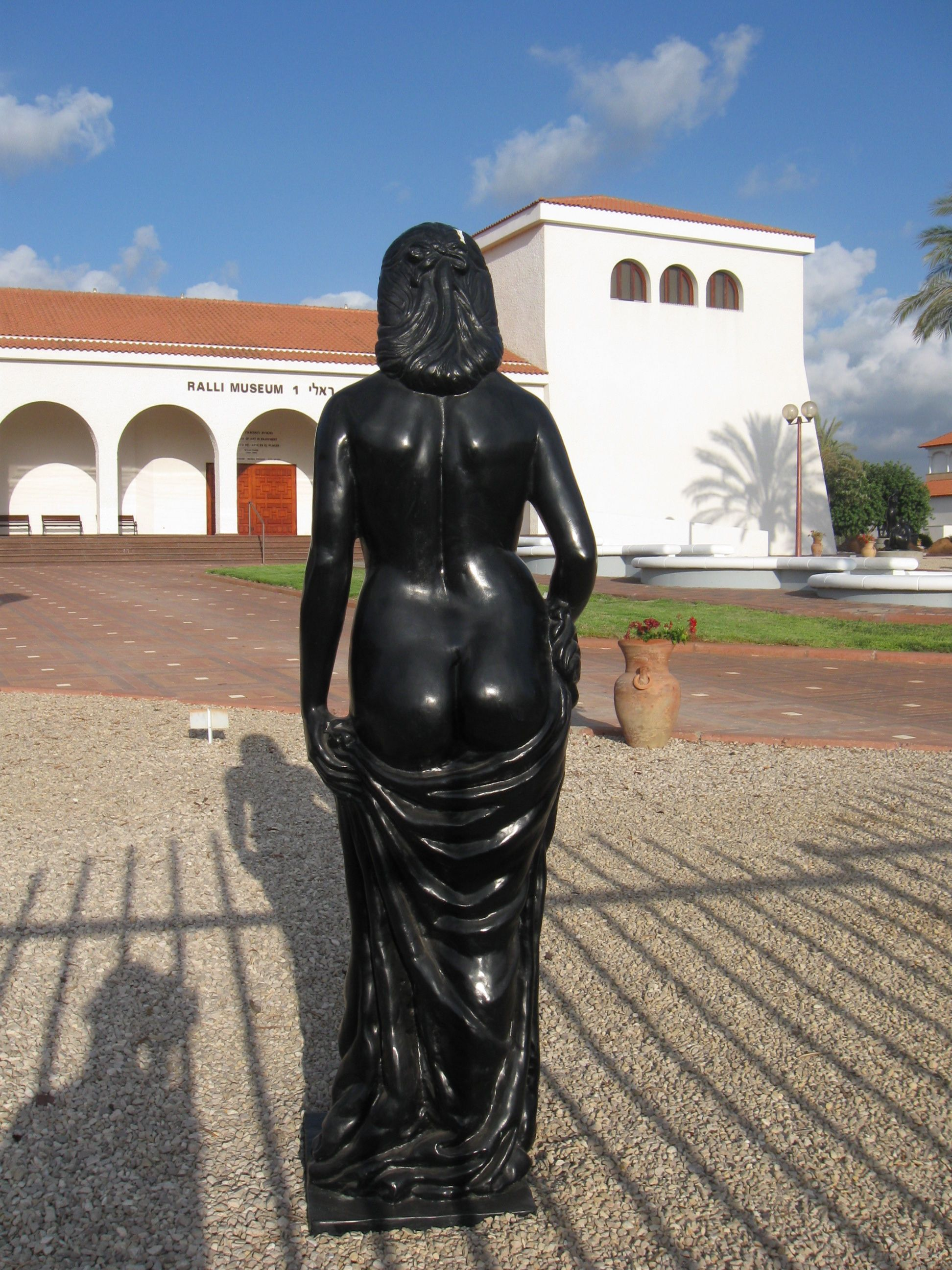